# Gotta Get Away
"Gotta Get Away" er en sang fra det engelske rock ’n’ roll band The Rolling Stones. Den blev udgivet som b-side til en single, og var på albummene December's Children (And Everybody's), i USA, og Out of Our Heads, i England.
På nummeret sang Mick Jagger, mens guitarerne blev spillet af Keith Richards og Brian Jones. Bass, trommer og tamburin blev spillet af henholdsvis Bill Wyman , Charlie Watts og James W. Alexander. Jagger desuden også kor 
Singlen havde a-siden “As Tears Go By”, og blev kun udgivet i USA den 16. december 1965, hvor den fik en 6. plads på den amerikanske chart. 

### Fodnote
1. ↑  Gotta Get Away – Lyrics